# 3 X 3
3 X 3 är en EP av Genesis från 1982. Den innehåller material som inte kom med på albumet Abacab 1981.
På öppningsspåret "Paperlate" medverkar Earth, Wind & Fires blåssektion, vilken även spelat på "No Reply at All" från Abacab.

## Låtlista
1. "Paperlate" - 3:22
2. "You Might Recall" - 5:32
3. "Me and Virgil" - 6:15